# لوران غاميه
لوران غاميه (بالفرنسية: Laurent Gamet)‏ (مواليد 1973 في فرنسا) هو محامٍ وأكاديمي فرنسي. وهو متخصص في قانون العمل المقارن.

## العمل القانوني
يشغل لوران غامييه كرسي قانون العمل في جامعة باريس-إست، حيث يعمل أستاذاً جامعياً متفرغاً. يشغل منذ عام 2021 منصب عميد كلية الحقوق بباريس-إست، التي تستقبل عدة آلاف من الطلاب من المرحلة الجامعية إلى مرحلة الدكتوراه.
ألّف العشرات من كتب القانون، وتعد أعماله في قانون العمل مرجعًا رائدًا في القانون الفرنسي، وكذلك على المستوى الأوروبي. قام بتحرير الكتاب المخصص لقانون العمل في تدوين مدونة الأعمال الأوروبية، بتنسيق من جمعية هنري كابيتانت.
وهو أيضًا محامٍ في محكمة الاستئناف بباريس. وهو بهذه الصفة شريك مؤسس لمكتب محاماة يضم أكثر من سبعين محاميًا. في عام 2004، فاز في المسابقة الدولية للدفاع عن حقوق الإنسان التي أقيمت في كاين (فرنسا). وباعتباره فائزًا سابقًا، فقد دُعي في عام 2017 إلى جامعة القدس في القدس للتحاور مع زملائه الفلسطينيين الناطقين بالفرنسية. يُدعى بانتظام لإلقاء محاضرات قانونية في جامعات شمال أفريقيا.

## الببليوغرافيا
ألّف العديد من الكتب التي تتبنى مقاربة أنثروبولوجية لقانون العمل في أفريقيا الناطقة بالفرنسية، لا سيما في السنغال وكوت ديفوار.